# At the Point of the Sword
At the Point of the Sword (o At Swords' Points) è un cortometraggio muto del 1912. Non si conosce il nome del regista del film che - prodotto dalla Edison - fu sceneggiato da Emmett Campbell Hall.

## Produzione
Il film fu prodotto dalla Edison Company.

## Distribuzione
Distribuito dalla General Film Company, il film - un cortometraggio in una bobina - uscì nelle sale cinematografiche degli Stati Uniti il 16 febbraio 1912.